# Чудеса Будды Гаутамы

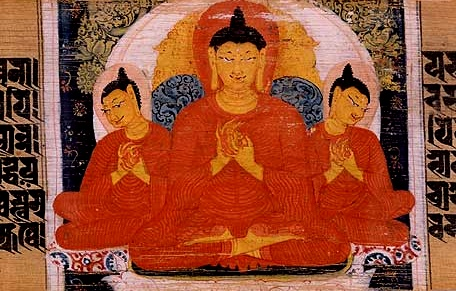
Иллюстрация из манускрипта, изображающая Будду, чудесным образом копирующего себя в Саваттхи

Чудеса Будды Гаутамы — сверхъестественные деяния Будды Шакьямуни, о которых повествуют буддийские писания. В отличие от божественных чудес, они совершались благодаря сверхспособностям, полученным посредством медитации. К сверхспособностям, которыми обладал исторический Будда, относятся шесть высших познаний (абхиннья, санскр. अभिज्ञा, пали abhiññā): психические силы (иддхи-виддха, пали iddhi-vidhā), божественное ухо (дибба-сота, пали dibba-sota), телепатия (чето-парийа, пали ceto-pariya), воспоминания о своих прошлых жизнях (пуббе-нивасанусати, пали pubbe-nivāsanussati), видение прошлых жизней и перерождений других существ (дибба-чаккху, пали dibba-cakkhu) и нейтрализация отравляющих ум веществ (асаваккхайа, пали āsavakkhaya). Чудеса, описываемые в сутрах Махаяны, обычно иллюстрируют те или иные доктрины этой школы.
В Палийском каноне («Махавагга») упоминается, что Будда совершил 3500 чудес. А в санскритских агамах сарвастивады («Чаттушпаришатсутра») говорится о 18 чудесных деяниях. Рассказы о чудесах Будды Гаутамы включают исцеления, телепортацию, создание копий самого себя, власть над стихиями и прочие сверхъестественные явления. Считается, что многие ученики Будды, а также некоторые небуддийские отшельники и йоги, достигшие высокого состояния медитативного погружения, обладали некоторыми из этих способностей. Многие буддийские традиции утверждают, что первые пять абхиннья доступны для небуддистов, но все шесть могут обрести только те, кто следует буддийским путём. Некоторые школы буддизма не согласны с этим и считают, что только буддисты способны овладеть сверхспособностями через медитацию, а небуддисты могут творить чудеса лишь с помощью магических чар. Согласно буддийским текстам, Будда использовал эти способности, но отрицательно отзывался о них как о методе обращения в веру. Вместо этого он подчёркивал, что высшим методом обращения является «чудо наставлений» или проповедь Дхаммы.

## До просветления
В буддийских текстах описано несколько чудесных случаев, которые произошли с принцем Сиддхартхой до того, как он стал просветлённым Буддой.

### Чудесное рождение

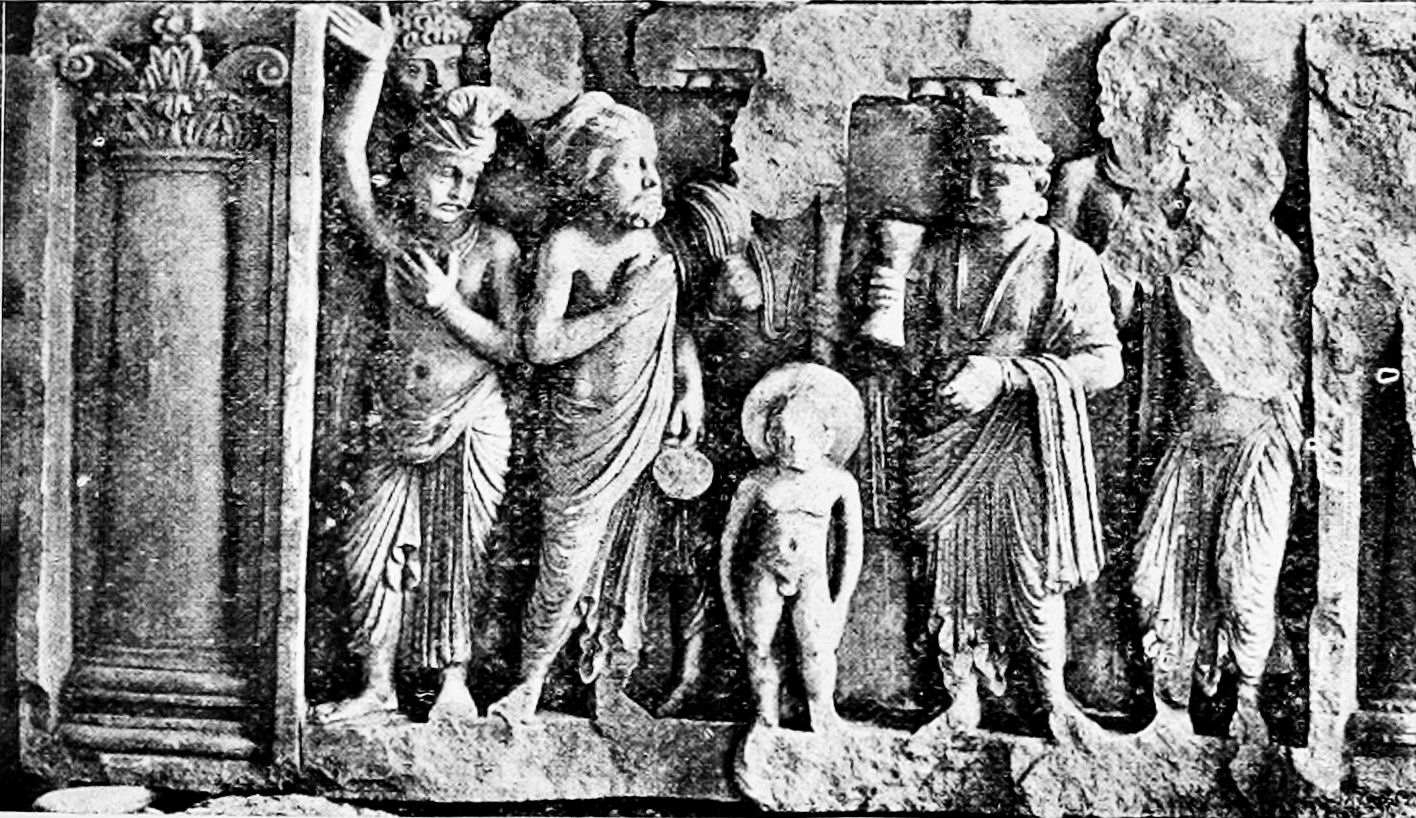
Младенец Будда, делающий семь шагов. Греко-буддийское искусство Гандхары

Говорят, что сразу после рождения младенец Гаутама встал, сделал семь шагов на север и произнёс:
Я главный в мире,
Самый старший в мире. Это последнее рождение.
[Отныне для меня] больше не будет повторного становления.
Всюду, куда младенец ставил ногу, расцветал лотос.

### Остановившаяся тень
Однажды отец принца Сиддхартхи царь Шуддходана привёл своего маленького сына в деревню на праздник пахоты. Няньки усадили принца под деревом. Во время праздника мальчик обратил внимание на страдания крестьян и быков, а также червей и насекомых, которых перепахивали плугом и поедали птицы. Увидев это, он впал в медитативное состояние и достиг дхьяны. Шло время, но тень от дерева чудесным образом оставалась на месте, укрывая принца от перемещавшегося по небу солнца. По другой версии во время праздника Сиддхартха заснул под деревом. Тень, отбрасываемая деревом, оставалась неподвижной, уберегая юного принца от солнца во время сна.

### Взлетевший пучок волос
После того, как принц Сиддхартха покинул дворец, он подстригся, чтобы обозначить своё намерение вести жизнь аскета в поисках просветления. Оставшиеся волосы длиной в два пальца при этом завились вправо и плотно обвили голову. После этого он взял пучок отрезанных волос и подбросил его со словами: «Если я стану Буддой [просветлённым], пусть он останется в небе; но если нет, пусть упадёт на землю». Пучок воспарил.

### Золотая чаша
Незадолго до своего просветления Гаутама, отказавшись от практики крайнего аскетизма, принял рисовую кашу, поданную ему в золотой миске деревенской девушкой по имени Суджата. Говорят, что закончив трапезу, он взял чашу и бросил её в реку, сказав: «Если я достигну просветления, пусть эта чаша поднимется вверх по течению». И золотая чаша поплыла против течения реки.

## Психические способности
Считается, что после просветления Будда обладал несколькими сверхспособностями, которые можно обрести с помощью медитации. К ним относится способность ходить по воде, проникать сквозь стены, становиться невидимым, левитировать и создавать копии самого себя. Будда обсуждает эти способности в нескольких суттах, например, в Саманняпхала сутте (ДН 2), Кеватта сутте (ДН 11), Лохичча сутта (ДН 12) и Махасакулудайи сутте (МН 77). В Вибханга сутте Будда утверждает:
Когда четыре основы духовной силы были развиты и взращены таким образом, бхикку овладевает различными видами духовной силы: будучи одним, он становится многими; будучи многими, он становится одним; он появляется и исчезает; беспрепятственно проходит сквозь стены, бастионы, горы, как если бы шёл сквозь пустое пространство. Он ныряет и выныривает из земли, как если бы она была водой. Он ходит по воде и не тонет, как если бы вода была сушей. Сидя со скрещенными ногами, он летит по воздуху, как крылатая птица. Своей рукой он касается и ударяет даже солнце и луну, настолько он силён и могущественен. Он так влияет на тело, что достигает даже миров Брахмы.Вибханга сутта: Анализ. СН 51.20
Он говорит, что такие способности, как прохождение сквозь стены, левитация и телепатия, могут быть развиты посредством сосредоточения, но предварительным условием для них является достижение четырёх дхьян или более высоких состояний медитативного погружения. Тем не менее, Будда описал большинство этих сил как совершенно приземлённые. Только сила искоренения ментальных омрачений (асаваккхайа, пали āsavakkhaya), которую обретают арханты, является сверхмирской и позволяет прекратить страдания.

## Чудеса в Трипитаке
Трипитака описывает многочисленные случаи, когда Будда совершал чудеса после своего просветления. Учёный-религиовед Дэвид В. Фьордалис считает, что такие описания были полезны для обращения неофитов и доказывали святость Будды. В тексте после чудесного явления часто следует проповедь Дхармы, которая в буддизме считается величайшим «чудом».

### Невидимый Яса
Вскоре после первой проповеди пяти аскетам, которые впоследствии стали первыми пятью буддийскими монахами, Будда встречает и обучает молодого купеческого сына Ясу. Тот достигает уровня сотапанны, ранней стадии просветления. В поисках сына отец Ясы идёт по его следам к месту пребывания Будды. Завидев его приближение, Будда делает находящегося рядом Ясу невидимым для отца. Затем Будда читает проповедь, которую слушают отец и сын. Это приводит к тому, что Яса достигает архатства, а его отец обретает проникновение в природу вещей, становится учеником Будды и приглашает его отобедать в их доме. Будда делает Ясу видимым для своего отца. Во время обеда Будда беседует с матерью Ясы и его первой женой и они становятся его мирскими последовательницами.

### Огненное покорение нага и прочие чудеса, связанные с Урувелой-Кассапой
Во время посещения Урувелы Будда пришёл в обитель аскетов, поклоняющихся огню, и попросил одного из его лидеров, Урувела-Кассапу, разрешения остаться на ночь в зале, где горел священный огонь. Урувела-Кассапа предупредил Будду, что в зале живёт опасный нага, но Будда настаивал и получил разрешение. Будда вошёл в зал и начинает медитировать. Появился разгневанный нага и принялся изрыгать дым. В ответ Будда использовал свои психические силы и тоже произвёл дым. Затем нага начал изрыгать огонь, на что Будда в ответ вошёл в медитацию на стихию огня и тоже испустил пламя. Вся зала была охвачена огнём. На следующее утро Будда вышел из залы с нагом, мирно свернувшимся в его чаше для подаяний, и сказал Урувеле-Кассапе, что «подавил пламя змея пламенем».
Позже Урувела-Кассапа стал свидетелем прихода к Будде Четырёх Великих Царей, повелителя богов Сакки и Брахмы Сахампати, которые предстали перед ним в виде огромных масс огня. Затем посредством телепатии Будда постиг мысли Урувелы-Кассапы и не явился на большое жертвоприношение, куда собрались жители Анги и Магадхи, чтобы не умалять славу лидера огнепоклонников.
Когда Будда нашёл пыльное одеяние, Сакка ладонью вырыл озеро и принёс большой камень, чтобы Татхагата смог его постирать и развесить. Он также склонил ветви дерева какудха, чтобы тот мог за них держаться. Далее Будда несколько раз опередил Урувелу-Кассапу, мгновенно переносясь в зал для огня из разных мест. По его желанию зажглись и погасли пятьсот огней. Когда случилось наводнение, Будда раздвинул воды и прошёл во земле. После этого Урувела-Кассапа и 300 отшельников решили посвятить себя праведной жизни, бросили в реку свои остриженные спутанные волосы и разные принадлежности для принесения жертв огню. Будда посвятил их в монахи, а затем произнёс «Огненную проповедь» (Адита сутта СН 35.28).

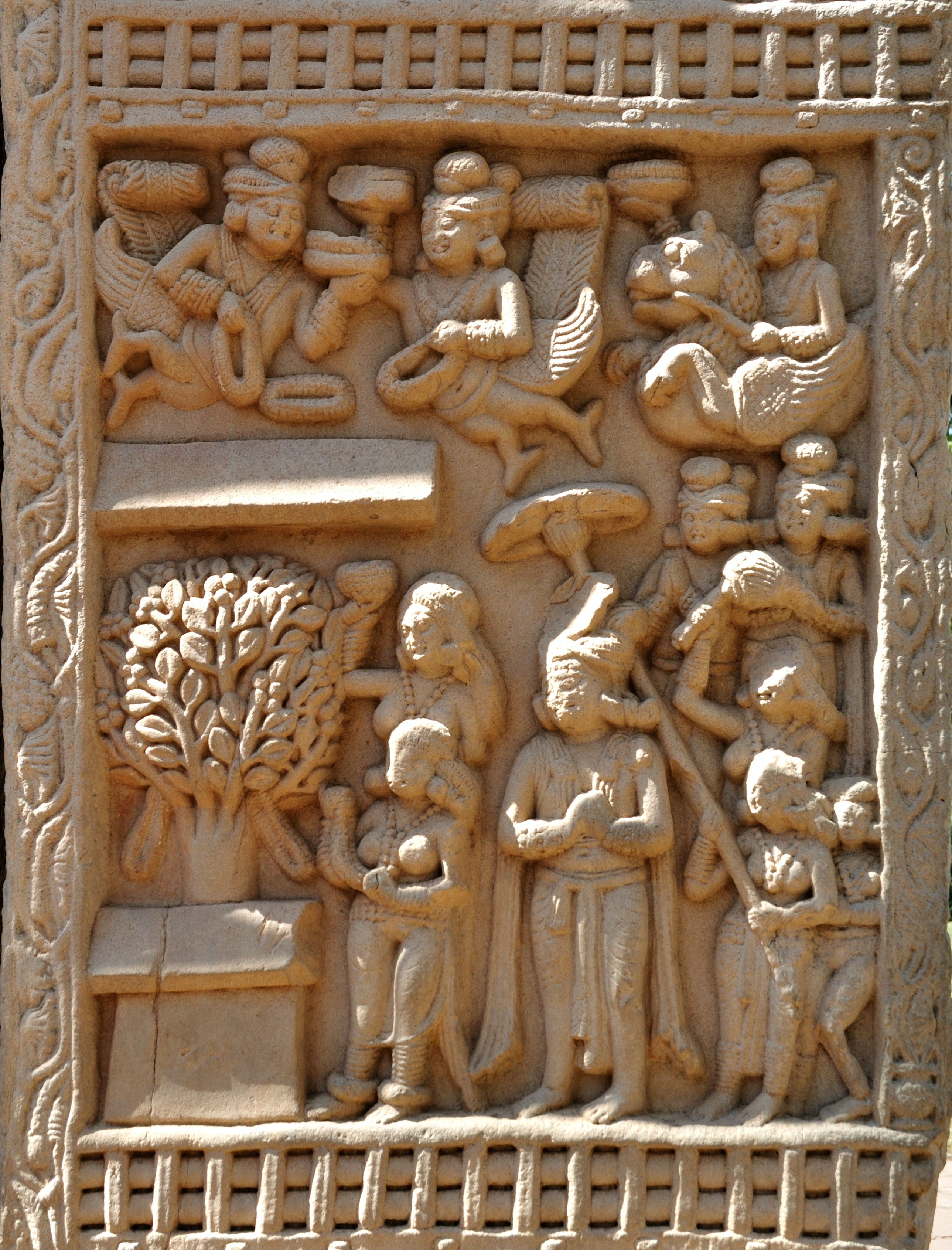
Барельеф, изображающий Шакьев и левитирующего Будду, ступа в Санчи

### Хрустальный мост в Капилавасту
В агиографии «Нидана каттха» говорится, что родные Сиддхартхи не оставляли надежды, что тот возвратится в родное царство Капилавасту. Он действительно вернулся, но уже не как принц, а как просветлённый будда в сопровождении 60 000 последователей обоего пола. С помощью сверхспособностей он создал в небесах хрустальный мост от восточной до западной границ Капилавасту. Затем, воспарив в воздух, он прошёл по этому мосту, прикоснувшись к солнцу и луне. Изумлённые соплеменники Будды, принадлежащие к клану Шакьев, во главе с его отцом, царём Шуддходаной почтительно преклонились перед ним. После того, как Будда опустился на землю и сел, внезапно хлынул дождь, при этом капли падали только на тех, кто желал промокнуть, и ни одна капля не упала на того, кто хотел остаться сухим. После этого чуда Будда произнёс проповедь, сохранившуюся в виде Вессантара джатаки 547.

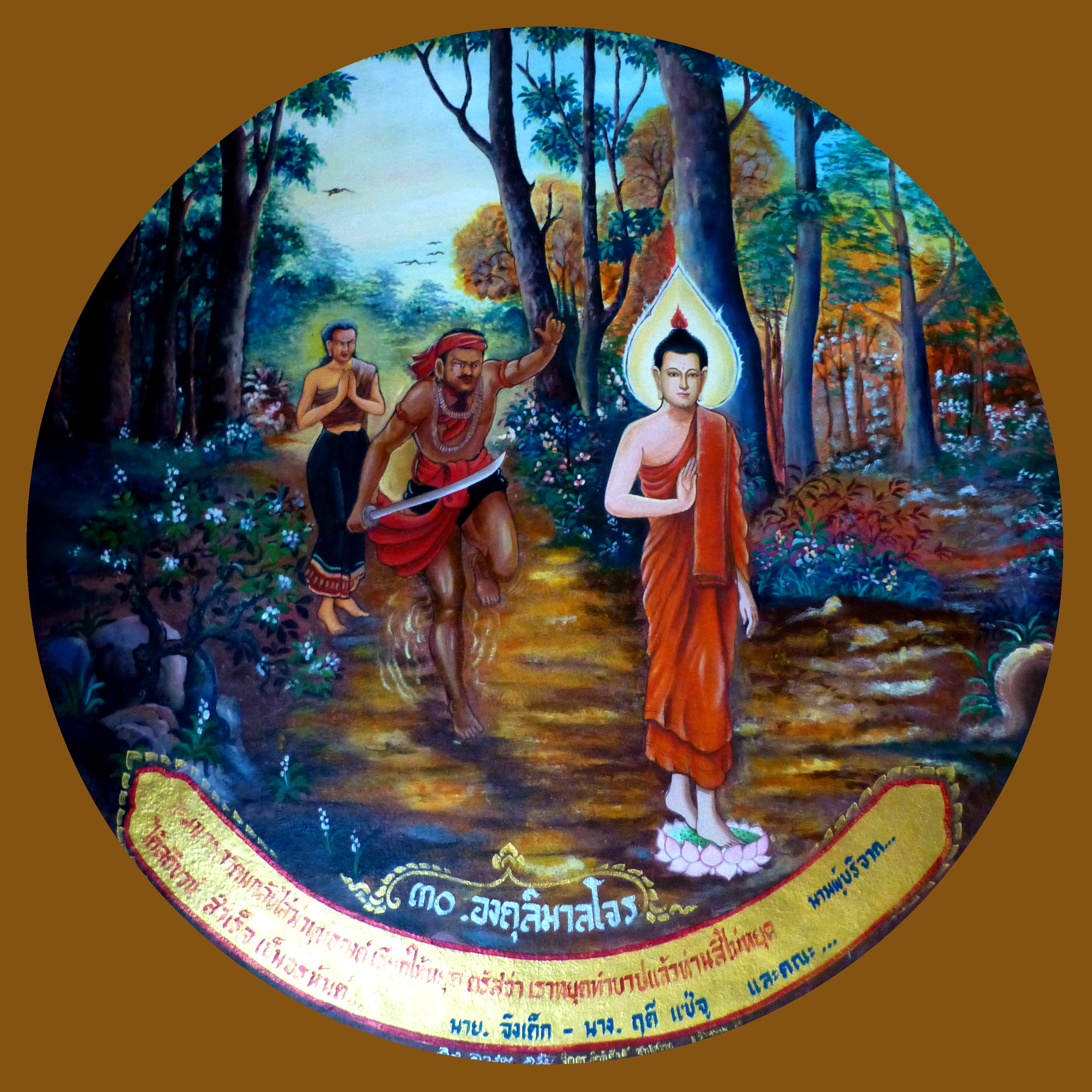
Ангулимала пытается поймать Будду (храм Чеди Траипхоп Траймонгхон в Таиланде)

### Опережение Ангулималы
Однажды во время медитации Будде было видение, что, если он не вмешается, серийный убийца Ангулимала в тот же день убьёт свою мать. Чтобы помешать Ангулимале совершить такой тяжкий грех, Будда перехватил его прямо перед совершением этого поступка и заставил убийцу последовать за собой. Он сделал так, что как ни старался Ангулимала, ему не удалось догнать Будду, идущего спокойным шагом. В одном тексте говорится, что Будда сжимал и расширял землю, сохраняя таким образом дистанцию с разбойником. Растерявшись, Ангулимала воскликнул: «Стой, отшельник!». На что Будда ответил ему: «Я-то стою, Ангулимала, сам стой!». Озадаченный Ангулимала попросил Будду объяснить, что он имеет в виду. После проповеди разбойник раскаялся в своих злодеяниях и стал монахом.

### Обучение Кхемы непостоянству
Однажды Будда встретил прекрасную супругу короля Бимбисары Кхему. Красавица не интересовалась духовными вопросами, предаваясь чувственным удовольствиям. Тогда Будда с помощью сверхспособностей явил перед ней образ молодой и красивой женщины, которая на глазах превратилась в старуху, утратив свою привлекательность. Таким образом он подвёл её к пониманию природы непостоянства. Затем Будда прочитал ей проповедь о непостоянстве красоты и страдании, связанном с привязанностью к мирским желаниям, и конечном итоге Кхема стала бхикшуни и позднее одной из его главных учениц.

### Знание настоящего имени Анатхапиндики
Когда Анатхапиндика, ставший впоследствии главным покровителем Будды среди мирян, впервые пришёл к нему, Будда назвал его по имени, данному при рождении «Судатта», которое не было известно широкой публике. Услышав своё настоящее имя, удивлённый Анатхапиндика сделал вывод, что перед ним мог быть только Просветлённый, на призыв которого он явился.

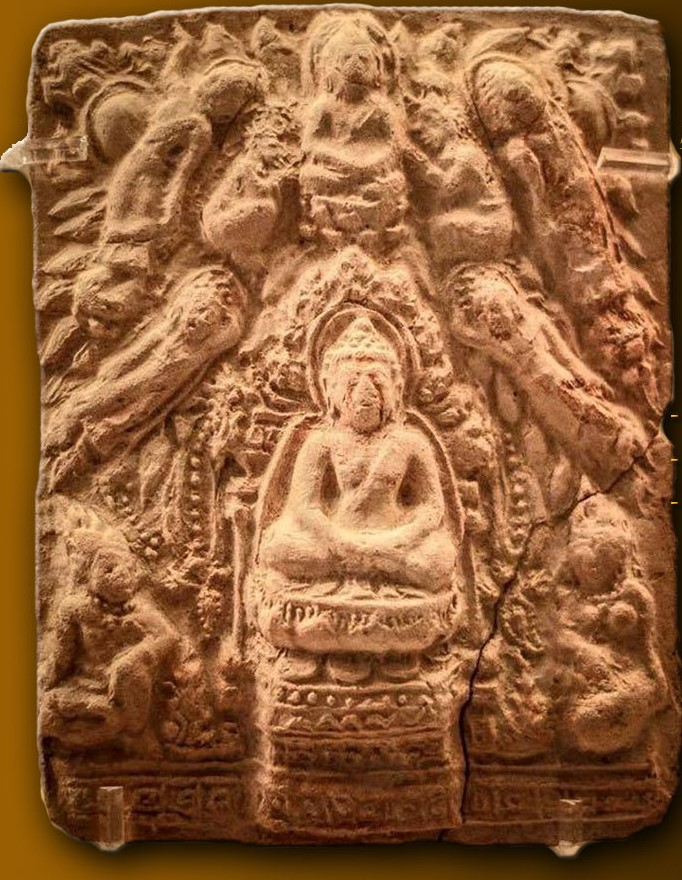
Амулет, изображающий двойное чудо

### Двойное чудо в Саваттхи
Величайшее чудо, явленное Буддой. Считается, что способностью совершать такие чудеса обладают только будды.
Согласно буддийским текстам, Будда совершил чудо в Саваттхи после того, как группа из шести лидеров соперничающих религиозных сект бросила ему вызов. Сначала Будда создал в воздухе дорожку, украшенную драгоценностями, а затем стал извергать огонь из верхней части своего тела и воду из нижней части, а потом чередовать их. Затем огонь и вода взлетели вверх, освещая космос, в то время как Будда проповедовал Дхамму наблюдателям. В одной из версий этой истории он создал несколько своих копий, которые ходили, лежали и сидели. Потом настала очередь соперничающих религиозных лидеров, но они ретировались. После чуда Будда создал одну единственную копию самого себя и отвечал на вопросы, которые ему задавали свидетели чуда, чтобы преподать им учение.

### Восхождение на небеса и создание копий самого себя
Будда вознёсся на Небеса Таватимса, чтобы проповедовать Абхидхамму своей покойной матери. Он читал Абхидхамму дэвам в течение всего сезона дождей, каждый день делая перерыв, чтобы собрать подаяние и поесть. На время этого перерыва Будда создавал свою копию, которая проповедовала в его отсутствие.

### Сошествие с Небес в Санкассе
Говорят, что с небес Таватимса Будда спустился на землю в городе Санкасса. Тексты повествуют, что повелитель дэвов Сакка создал для спуска три лестницы: золотую, хрустальную и серебряную. Считается, что Будда спустился по хрустальной лестнице, расположенной посередине, дэвы спускались по золотой лестнице слева, а брахмы — по серебряной лестнице справа. Во время спуска люди и различные существа буддийской космологии могли видеть друг друга. На том месте, где, как говорят, Будда поставил на землю правую ногу, был воздвигнут храм. Согласно английскому классику Эдварду Дж. Томасу, китайские паломники, побывавшие на этом месте несколько столетий спустя, сообщили, что ко времени их посещения лестницы почти полностью провалились в землю.

### Левитация над рекой Рохини
Однажды, исследуя мир с помощью своих сверхспособностей, Будда увидел, что между кланом Шакья и соседним царством вот-вот вспыхнет война. В районе была засуха, и два королевства оказались на грани войны за то, чтобы отвести воду из реки Рохини для собственных нужд. Когда две армии собрались на противоположных сторонах реки, Будда отправился по воздуху, чтобы остановить их, и появился перед ними, паря над рекой. Затем он спросил правителей противоборствующих сторон, что более ценно — вода или человеческая жизнь. Каждый из них ответил, что человеческая жизнь более ценна, тогда Будда убедил их заключить соглашение и поделить воду.

### Телепортация через Ганг
В Махапариниббана сутте ДН 16 повествуется о том, как Будда и сопровождавшие его монахи пересекли реку Ганг, исчезнув и снова появившись на другом берегу, вместо того, чтобы искать лодки или строить плоты, как это делали другие люди.

### Вызов существу Брахмы
В Брахманимантаника сутте МН 49 говорится о том, что Брахма Бака заблуждался, думая, что он бессмертен и достиг высочайшего состояния. Будда отправился в царство Брахмы, чтобы показать ему ошибочность его взглядов. С помощью сверхспособностей он явил Брахме Баке неизвестные ему области, определил полную степень его способностей, обнаруживал Мару всякий раз, когда тот овладевал умом одного из членов свиты Баки, и, сделавшись невидимым, доказал, что силы Будды превосходят силы Брахмы Баки.

### Нейтрализация заклинаний Гандхары
В палийском комментарии говорится, что аскет Пилиндавачча обладал «Малым заклинанием Гандхары» (пали cūḷagandhāravijjā), позволявшим ему левитировать и читать мысли. Однако после просветления Будды Пилиндавачча обнаружил, что заклинание утратило свою силу. Тогда он отправился к Будде, думая, что тот владеет более сильными заклинаниями, но вместо этого стал монахом и достиг стадии архата. По словам религиоведа Кнута А. Якобсена, эта история предполагает, что присутствие Будды нейтрализует меньшую магию, а меньшая магия — это способности, обретённые не с помощью медитации.

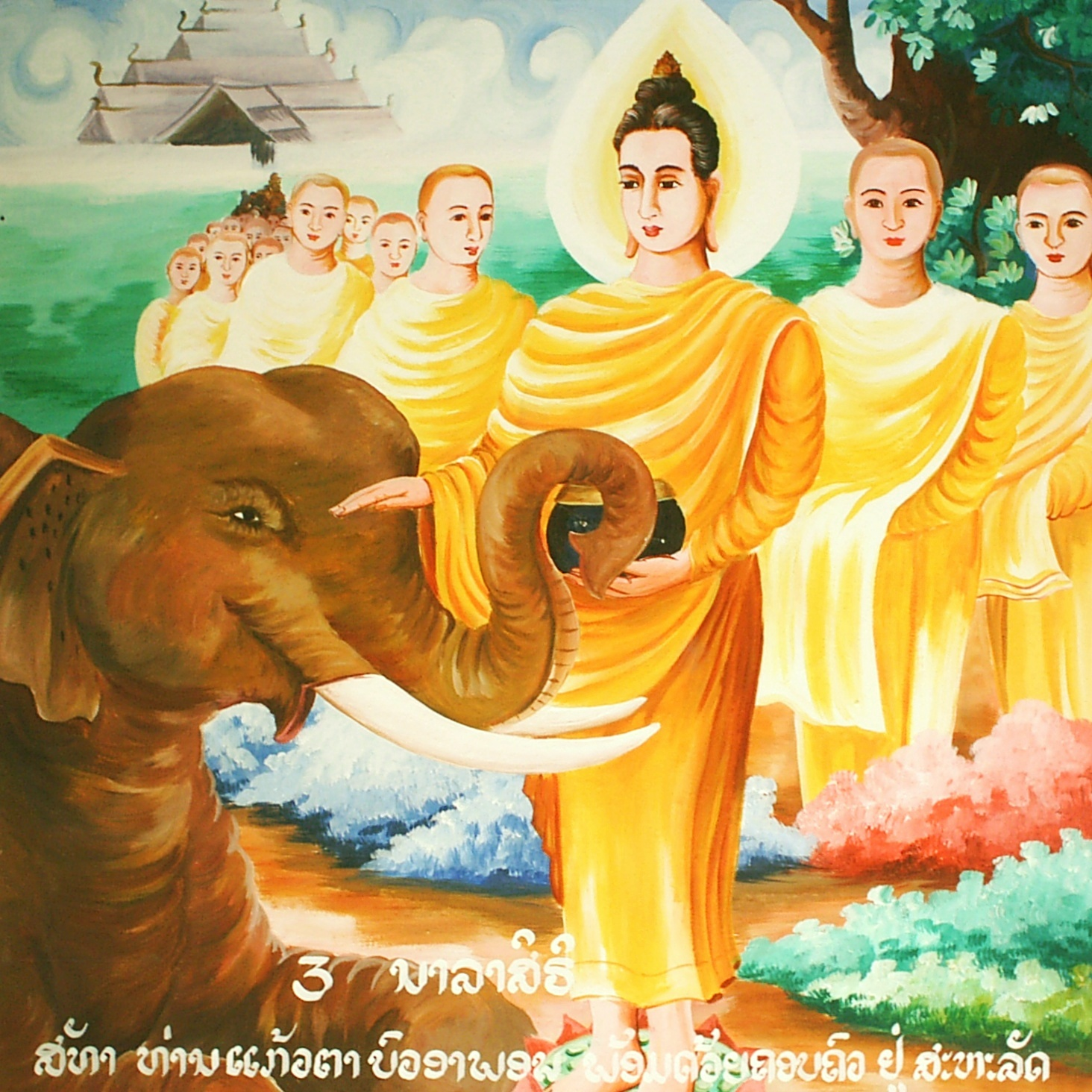
Будда укрощает Налагири (рисунок в лаосском храме)

### Укрощение пьяного слона
Двоюродный брат Будды Девадатта, завидующий его успеху, напоил слона Налагири пьянящим напитком и выпустил его, чтобы тот растоптал Будду. В одной из версий этой истории говорится, что когда Налагири бросился на Будду, тот создал перед ним образ двух львов и огненное море, напугав и остановив слона. В другом рассказе Будда издал рёв, подобный рёву королевы слонов, который остановил Налагири и заставил его поклонился Будде. Некоторые источники упоминают, что Ананда пытался защитить Будду, встав перед ним и взбешённым животным. Будда приказал Ананде уйти с дороги слона, но тот отказался. Тогда Будда с помощью сверхъестественных сил переместил Ананду в безопасное место. После этого Будда мягко приручил Налагири любящей добротой.

### Чудесное исцеление
Верующая мирянка Суппия пообещала накормить больного монаха мясом. Узнав, что в тот день на рынке не было мяса, она отрезала кусок плоти от своего бедра, чтобы сделать подношение, и скрыла свою рану. Постигнув, что произошло, Будда попросил привести к нему Суппию. Суппия увидела Будду и произошло чудесное исцеление: плоть мирянки восстановилась и рана затянулась, даже не оставив шрама. После этого Будда ввёл правило, запрещающее своим монахам принимать подношения в виде человеческой плоти.

### Тушение лесного пожара
Будда шёл по лесам Магадхи в сопровождении большой толпы монахов, когда вспыхнул сильный лесной пожар. Монахи, ещё не достигшие ни одной стадии просветления, запаниковали, а их просветлённые собратья оставались спокойными и говорили, что нечего бояться, идя рядом с Буддой. Затем монахи собрались вокруг Будды, который остановился перед огнём. Каждый раз, когда языки пламени приближались к Будде, огонь чудесным образом угасал. Будда объяснил это защитным действием сачча-кирьи или торжественного провозглашения истины, совершённого им в прошлой жизни, а затем рассказал историю, которая сохранилась как Ваттака джатака 35.
Даже огонь не в состоянии осилить слово, проникнутое правдой; помня об этом, должно всеми силами стремиться говорить правду.

### Попытка спасти шакьев
Обозревая мир своими божественным оком, Будда увидел, что клану шакьев грозит нападение со стороны косальского правителя Вирудхаки, который с самого детства ненавидел их. Согласно некоторым версиям, однажды Будда уже останавливал царя Вирудхаку и убедил его повернуть назад, но позже царь передумал и продолжил вторжение. В других рассказах Будда дважды или даже трижды перехватывал царя Вирудхаку и лишь потом перестал вмешиваться. Видя, что Будда бездействует, Маудгальяяна, один из его двух главных учеников, предложил спасти шакьев с помощью сверхъестественных сил, но Будда не одобрил этого, заявив, что эта резня является результатом прошлой каммы шакьев и ничто не способно остановить каммическую силу. Несмотря на это, Маудгальяяна, который также обладал сверхспособностями, попытался спасти некоторых шакьев, переместив несколько сотен человек в безопасное место, но обнаружил, что они всё равно умерли. Согласно одному источнику, камма, которая вызвала эту резню, была связана с тем, что в прошлой жизни люди клана шакьев отравили реку вражеского города-государства. После резни Будда предсказывает, что царь Вирудхака умрёт в огне через семь дней. Услышав об этом, царь Вирудхака приказал построить дом на воде, чтобы провести в нём следующую неделю. В последний день назначенного срока луч солнца упал на увеличительное стекло на подушке, начался пожар и дом сгорел вместе с царём.

## Чудеса в сутрах махаяны
Обычно в махаяне чудеса играют более значительную роль, чем в тхераваде, причём они часто используются для прямой иллюстрации собственных доктрин. В описаниях чудес в сутрах махаяны присутствует гораздо больше символики и сделан акцент на прямом применении сверхспособностей для обучения и помощи другим живым существам.

### Показ миров Будды
В Вималакирти-сутре Будда творит чудо, показывая людям на земле «миры Будды». Он делает это, чтобы продемонстрировать чистоту ума, которую должен обрести бодхисаттва, чтобы достичь состояния Будды. В сутре описано, как бодхисаттвы совершают разные чудеса, например, обмен телами, магическое перемещение объектов и трансформацию, чтобы объяснить концепции махаяны, такие как недвойственность. В Вималакирти-сутре утверждается, что все будды обладают божественным оком, которое позволяет им видеть земли других будд.

### Землетрясение и светозарность
В Лотосовой сутре описано, как Будда сотрясает землю и излучает свет, который освещает тысячи «полей будды» на востоке. В тексте бодхисаттва Манджушри поясняет, что единственный луч света символизирует то, что разные практики и пути буддизма махаяны могут встречаться в едином значении во всей вселенной. Свет также символизирует равенство всех будд. Манджушри указывает, что он узнал свет от предыдущего будды, который совершил такое же чудо в далёком прошлом, и это знак того, что Будда Гаутама собирается изложить свое окончательное учение.

### Левитация над Гангом
В «Лалитавистара-сутре» описано, как вскоре после просветления Будда направляется в Варанаси, чтобы произнести свою первую проповедь. Достигнув реки Ганг, он обращается к паромщику, с просьбой переправить его через реку. Тот требует за перевоз плату. Будда отвечает, что у него нет денег и переносится через реку по воздуху.

## Буддийский взгляд на чудеса
Большинство чудес Будды Гаутамы рассматривается в буддизме как результат сверхъестественных психических способностей, полученных с помощью продвинутой медитации, а не волшебства или божественного вмешательства. Согласно буддийским текстам, многие ученики Будды, а также некоторые небуддийские отшельники и йоги, достигшие высоких медитативных состояний, также обладали некоторыми из этих сверхспособностей. Хотя в текстах говорится, что иногда Будда прибегал к своим сверхъестественным силам и что они считаются признаками духовного прогресса, сам Будда расценивал их как опасные качества, провоцирующие самовозвеличивание. В одном тексте рассказано, что встретившись с аскетом, гордо продемонстрировавшим свою способность ходить по воде (упоминается, что Будда также умел это делать), Будда упрекнул его и сказал, что подвиг аскета стоит немногим более нескольких монет, составляющих плату за переправу через реку на пароме. В Винае Будда установил правило, запрещающее своим монахам демонстрировать сверхспособности перед мирянами, и, сравнивая обращение в веру мирян разными методами, говорил, что обучение намного ценнее явленных чудес.
В Кеватта сутте Будда описывает три типа чудес: чудо психических сил, чудо телепатии и чудо наставления. Хотя Будда признал существование первых двух типов чудес, он заявил, что скептически настроенный человек может принять их за магические чары или дешёвые фокусы. Наивысшим Будда признавал «чудо наставлений». Согласно Кеватта сутте, чудо наставления может привести наблюдателя на путь непричинения зла, добродетели и медитации, и даже, в конечном итоге, к обретению способности творить первые два типа чудес.